# Anders Ahlqvist i Södra Surte
Anders Ahlqvist (i riksdagen kallad Ahlqvist i Södra Surte) död 19 december 1811 i Angereds socken, var en svensk hemmansägare och riksdagsman i bondeståndet.
Ahlqvist företrädde Vättle härad av Älvsborgs län och även Askims samt Östra och Västra Hisings härad av Göteborgs och Bohus län vid riksdagen 1809–10 samt för Askims, Sävedals, Östra och Västra Hisings härad av Göteborgs och Bohus län 1810.
Vid 1809–10 års riksdag var han adjungerad ledamot i bondeståndets enskilda besvärsutskott. Vid 1810 års urtima riksdag blev hans riksdagsmannaskap ifrågasatt men fullmakten godkändes.